# La Roque-d'Anthéron
La Roque-d'Anthéron é uma comuna francesa na região administrativa da Provença-Alpes-Costa Azul, no departamento de Bouches-du-Rhône. Estende-se por uma área de 25,49 km². Em 2010 a comuna tinha 5 554 habitantes (densidade: 217,9 hab./km²).